# Cooler Master
Cooler Master Co., Ltd. es un fabricante de hardware con sede en Taiwán. La forma del logotipo de Cooler Master es un hexágono. Fundada en 1992, la compañía produce cajas (chasis) de computadoras, fuentes de alimentación, disipadores de aire, refrigeraciones líquidas, almohadillas de enfriamiento para computadoras portátiles y periféricos para computadoras. Junto a su negocio minorista, Cooler Master también es un fabricante de equipo originales de dispositivos de refrigeración para otras empresas, incluyendo a nVIDIA (disipadores de VGA), AMD (disipadores de CPU), y EVGA (disipadores de placas base). La compañía ha patrocinado importantes eventos de eSports. Algunos de los productos de Cooler Master han ganado premios, incluido el premio de diseño de productos iF.

## Instalaciones
La sede de la compañía de Cooler Master se encuentra en Nueva Zhonghe, Ciudad Nueva, Taiwán y tiene una instalación de fabricación en Huizhou, China. Para apoyar las operaciones internacionales, la compañía también tiene sucursales en varios continentes, incluyendo Estados Unidos (Fremont, California y Chino, California),Países bajoss (Eindhoven), Alemania (Augsburgo), Rusia (Moscú), y Brasil (São Paulo).

## Productos
En marzo de 2020, la compañía continúa lanzando sus propios auriculares para juegos, con productos como los auriculares MH670 que permiten la personalización a través de la aplicación de configuración Cooler Master, llamada Portal. También hace ratones esports.
Una de sus principales marcas actuales es el disipador de CPU Hyper 212 Evo, que PC World dice que es "posiblemente el disipador de aire de CPU más popular para la multitud con presupuesto limitado que desea actualizar las opciones sobre acciones". La compañía también fabrica cajas(chasis) para computadoras personales.
En enero de 2020, la compañía cambió su estilo de aplicación de la pasta térmica a un nuevo aplicador de punta ancha, Cooler Master declaró que era para alarmar a menos padres sobre la forma de la jeringa anterior.

### CM Storm
CM Storm es una marca subsidiaria creada en 2008.  Los productos se desarrollan utilizando investigaciones recopiladas de asociaciones con organizaciones de eSports, incluyendo Mousesports y Frag Dominant. En septiembre de 2009, CM Storm lanzó el mouse Sentinel Advanced con una pantalla de diodo emisor de luz orgánica programable En enero de 2012, CM Storm lanzó el teclado QuickFire Ultimate. A partir de 2018, Cooler Master ya no vende productos bajo la marca CM Storm.